# خوان كارلوس بوربانو
خوان كارلوس بوربانو (مواليد 15 فبراير 1969) هو لاعب كرة قدم. يلعب مع منتخب الإكوادور لكرة القدم. سبق له أن لعب في كأس العالم لكرة القدم مع منتخب بلاده.

## مسيرته الكروية
لعب خوان كارلوس بوربانو خلال مسيرته الاحترافية مع 3 أندية في سبعة عشر موسمًا وسجل خلالها 18 هدفًا ضمن 309 مباراة. ولم يفز بأي موسم بالكأس وفاز في موسم واحد بالدوري.
خاض خوان كارلوس بوربانو مسيرته مع نادي الجامعة الكاثوليكية (الإكوادور) في موسم 1988 ليلعب معه أربعة مواسم، مشاركًا في 13 مباراة ولم يسجل أي هدف. ثم انتقل إلى نادي سوسيداد ديبورتيفو كيتو في عامي 1992-1994 ولمدة موسمين، حيث لم يشارك في أي مباراة ولم يسجل أي هدف أيضًا. لينتقل بعدها إلى نادي ديبورتيفو إل ناسيونال في موسم 1994 ليلعب معه أحد عشر موسمًا، مشاركًا في 296 مباراة سجل خلالها 18 هدفًا.

## روابط خارجية
- خوان كارلوس بوربانو على موقع الاتحاد الدولي (مؤرشف)  (الإنجليزية)
- خوان كارلوس بوربانو على موقع قاعدة بيانات كرة القدم.إي يو (الإنجليزية)
- خوان كارلوس بوربانو على موقع ناشيونال فوتبول تيمز (الإنجليزية)